# South Woodham Ferrers
South Woodham Ferrers è una cittadina di 16 629 abitanti della contea dell'Essex, in Inghilterra.